# Diósgyőri Vasgyárak Testgyakorló Köre
Il Diósgyőri VTK (nome completo Diósgyőri Vasgyárak Testgyakorló Köre, abbreviato DVTK), meglio noto come Diósgyőr, è una società calcistica con sede a Miskolc, più precisamente nel quartiere di Diósgyőr, in Ungheria. Nella stagione 2015-2016 milita nella Nemzeti Bajnokság I, la massima serie del campionato ungherese di calcio.
Nel suo palmarès figurano due Coppe d'Ungheria.

## Storia
Il Diósgyőri VTK viene fondato il 16 febbraio 1910 a Miskolc. In quegli anni, al pari di tutte le squadre al di fuori di Budapest, partecipa ai campionati provinciali in cui ottiene sei vittorie finali. In un'occasione, nel 1923-24, viene sconfitto nella finale tra i campioni provinciali dallo Szombathelyi Haladás, mentre la stagione successiva viene sconfitto nei quarti di finale del campionato nazionale dal Ferencváros. Successivamente viene cambiato il formato del campionato, e la squadra milita nelle divisioni inferiori fino all'inizio degli anni quaranta. In quel decennio c'è da registrare il raggiungimento della finale della Coppa d'Ungheria nella stagione 1941-42, nella quale viene sconfitto 6-2 dal Ferencváros. Per il resto, il Diósgyőr trascorre gli anni cinquanta tra la prima e la seconda divisione.
All'inizio degli anni sessanta partecipa alla Coppa Mitropa 1960, ma viene battuto al primo turno dal Palermo. Nel 1965, invece, raggiunge per la seconda volta la finale della coppa nazionale, dove viene sconfitto 4-0 dal Győri ETO. In seguito partecipa alla Coppa Mitropa 1967-68, ma il cammino si interrompe negli ottavi per mano dei futuri campioni della Stella Rossa. Partecipa anche alla Coppa Mitropa 1970-71, dove, dopo aver superato negli ottavi la Lokomotíva Košice viene eliminato al turno successivo dal Čelik Zenica, che poi vincerà il trofeo.
Dopo essere retrocesso al termine del campionato 1972-73 ed essere rimasto per un anno lontano dalla massima divisione, il Diósgyőr vince il suo primo trofeo, la Coppa nazionale, nella stagione 1976-77, riuscendo a prevalere nel girone finale. Grazie a questo successo partecipa alla Coppa delle Coppe 1977-78: qui elimina nel primo turno i turchi del Beşiktaş perdendo 2-0 la partita di andata, ma vincendo 5-0 il ritorno. Negli ottavi viene però eliminato ai calci di rigore dall'Hajduk Spalato, dopo che entrambe le partite si concludono 2-1 per la squadra di casa. In campionato, nella stagione successiva ottiene un buon terzo posto, piazzamento che gli permette di accedere alla Coppa UEFA 1979-80: qui elimina il Rapid Vienna e il Dundee United vincendo tutti e quattro gli incontri. Negli ottavi incontra però il Kaiserslautern, che li sconfigge complessivamente con un pesante 8-1, e li elimina dal torneo. Ad ogni modo quella stagione si conclude con il secondo successo nella Coppa nazionale. I magiari partecipano così alla Coppa delle Coppe 1980-81, ma vengono fermati al turno preliminare dal Celtic. In quella stessa stagione la squadra raggiunge nuovamente la finale della Coppa nazionale, ma viene sconfitta 1-0 dal Vasas.
Il Diósgyőr retrocede al termine della stagione 1983-84, e rimane la restante parte degli anni ottanta lontano dalla massima divisione. All'inizio degli anni novanta, nella stagione 1990-91, torna in massima divisione, dopo aver sconfitto nello spareggio lo Szeged SC. Retrocede nuovamente al termine della stagione 1992-93, quando lo spareggio premia il Sopron. Ha la possibilità della promozione nella stagione 1995-96, ma non riesce a sconfiggere il Fehérvár-Parmalat. La promozione avviene l'anno seguente, ma il Diósgyőr retrocede nuovamente al termine della stagione 1999-2000. Dopo questa retrocessione il club scompare e, dopo essersi fuso con il Borsod-Volán riparte dal campionato di terza divisione. Successivamente è promosso in seconda divisione, nella quale arriva quarto nella stagione 2003-04, ed ottiene la promozione in massima divisione. Inizialmente il Diósgyőr non riesce ad avere la licenza per la prima divisione, che viene ottenuta successivamente, dopo l'unione con il Balaton FC: può così partecipare al campionato 2004-05.
Il Diósgyőr retrocede nuovamente al termine del campionato 2009-10, ma nella stagione successiva vince il girone orientale del Nemzeti Bajnokság II e torna in massima divisione, nella quale si classifica settimo nella stagione 2011-12.

## Organico

### Rosa 2024-2025
Aggiornata al 19 gennaio 2025.
| N. |                                 | Ruolo | Calciatore            |
| -- | ------------------------------- | ----- | --------------------- |
| 1  | Ungheria (bandiera)             | P     | Erik Bukrán           |
| 2  | Croazia (bandiera)              | D     | Alen Grgić            |
| 3  | Bulgaria (bandiera)             | D     | Božidar Čorbadžijski  |
| 4  | Georgia (bandiera)              | D     | Aleksandre Kalandadze |
| 5  | Argentina (bandiera)            | C     | Augusto Max           |
| 6  | Croazia (bandiera)              | D     | Vinko Soldo           |
| 7  | Ungheria (bandiera)             | A     | Gábor Makrai          |
| 9  | Serbia (bandiera)               | A     | Stefan Dražić         |
| 10 | Romania (bandiera)              | A     | Gheorghe Grozav       |
| 11 | Colombia (bandiera)             | A     | José Cortés           |
| 14 | Ungheria (bandiera)             | C     | Dávid Márkvárt        |
| 15 | Bosnia ed Erzegovina (bandiera) | D     | Siniša Saničanin      |
| 16 | Ungheria (bandiera)             | A     | Gábor Molnár          |
| 17 | Paesi Bassi (bandiera)          | A     | Elton Acolatse        |
| 19 | Croazia (bandiera)              | D     | Luka Marin            |
| 20 | Ungheria (bandiera)             | C     | Máté Zsiga            |
| 21 | Georgia (bandiera)              | A     | Giorgi Omarashvili    |
| 22 | Ungheria (bandiera)             | C     | Balázs Zsemlye        |
| 23 | Croazia (bandiera)              | P     | Marko Malenica        |
| 24 | Ungheria (bandiera)             | C     | Tamás Kispál          |

| N. |                                 | Ruolo | Calciatore             |
| -- | ------------------------------- | ----- | ---------------------- |
| 25 | Croazia (bandiera)              | D     | Goran Milović          |
| 26 | Ungheria (bandiera)             | D     | Kornél Szűcs           |
| 27 | Albania (bandiera)              | D     | Hysen Memolla          |
| 28 | Brasile (bandiera)              | A     | Pernambuco             |
| 31 | Ungheria (bandiera)             | D     | Marcell Farkas         |
| 32 | Estonia (bandiera)              | D     | Artur Pikk             |
| 33 | Ungheria (bandiera)             | D     | Kristóf Polgár         |
| 44 | Serbia (bandiera)               | P     | Branislav Danilović    |
| 48 | Serbia (bandiera)               | D     | Dejan Karan (capitano) |
| 55 | Croazia (bandiera)              | C     | Diego Živulić          |
| 68 | Ungheria (bandiera)             | D     | János Hegedűs          |
| 71 | Rep. Ceca (bandiera)            | A     | David Vaněček          |
| 90 | Ungheria (bandiera)             | C     | Bence Iszlai           |
| 91 | Bosnia ed Erzegovina (bandiera) | C     | Asmir Suljić           |
| 92 | Ungheria (bandiera)             | D     | Donát Orosz            |
| 99 | Ungheria (bandiera)             | P     | Botond Antal           |
|    | Albania (bandiera)              | C     | Odise Roshi            |
|    | Danimarca (bandiera)            | D     | Marco Lund             |
|    | Argentina (bandiera)            | C     | Franchu                |

## Cronologia dei nomi
- 1910–38: Diósgyőri VTK
- 1938–45: Diósgyőri MÁVAG SC
- 1945–51: Diósgyőri VTK
- 1951–56: Diósgyőri Vasas
- 1956–92: Diósgyőri VTK Miskolc
- 1992–00: Diósgyőr FC
- 2000–03: Diósgyőri VTK
- 2003–04: DVTK 1910
- 2004–05: Diósgyőri Balaton FC (later Diósgyőri VTK-BFC)
- 2005–07: Diósgyőri VTK
- 2007-08: Diósgyőri VTK-BORSODI
- 2008–: Diósgyőri VTK

## Rose delle stagioni precedenti
- 2011-2012

## Palmarès

### Competizioni nazionali
- Nemzeti Bajnokság II: 6

1949-1950, 1953 (est), 1956 (est), 1962-1963 (est), 1973-1974, 2010-2011 (est)
- Coppa d'Ungheria: 2

1976-1977, 1979-1980
- Coppa di lega ungherese: 1

2013-2014

### Altri piazzamenti
- Campionato ungherese:

Terzo posto: 1978-1979
- Coppa d'Ungheria:

Finalista: 1941-1942, 1965, 1980-1981, 2013-2014
Semifinalista: 1970, 1984-1985, 2006-2007
- Nemzeti Bajnokság II:

Secondo posto: 1990-1991, 1996-1997, 2001-2002
Terzo posto: 1995-1996

## Tifoseria

### Gemellaggi e rivalità
Amicizie
- Szegedi Honvéd

Rivalità
- Debrecen
- Ferencváros
- Honvéd
- Nyíregyháza
- Újpest
- Zalaegerszeg